# Зельчина
Зельчи́на (пол. Zelczyna) — село в Польше в сельской гмине Скавина Краковского повета Малопольского воеводства.
В 1975—1998 годах село входило в состав Краковского воеводства.

## Население
По состоянию на 2013 год в селе проживало 933 человека.
| 2008 | 2013 |
| ---- | ---- |
| 928  | 933  |

| Перепись  | Всего   | Всего | Женщины | Женщины | Мужчины | Мужчины |
| --------- | ------- | ----- | ------- | ------- | ------- | ------- |
| Единицы   | человек | %     | человек | %       | человек | %       |
| Население | 933     | 100   | 479     | 51,33   | 454     | 48,67   |

## Социальная структура
В селе действует начальная школа имени Валерия Гетля.

## Достопримечательности
- Усадьба, построенная в XIX века.